# Giải vô địch bóng đá châu Âu 2020 (Bảng A)

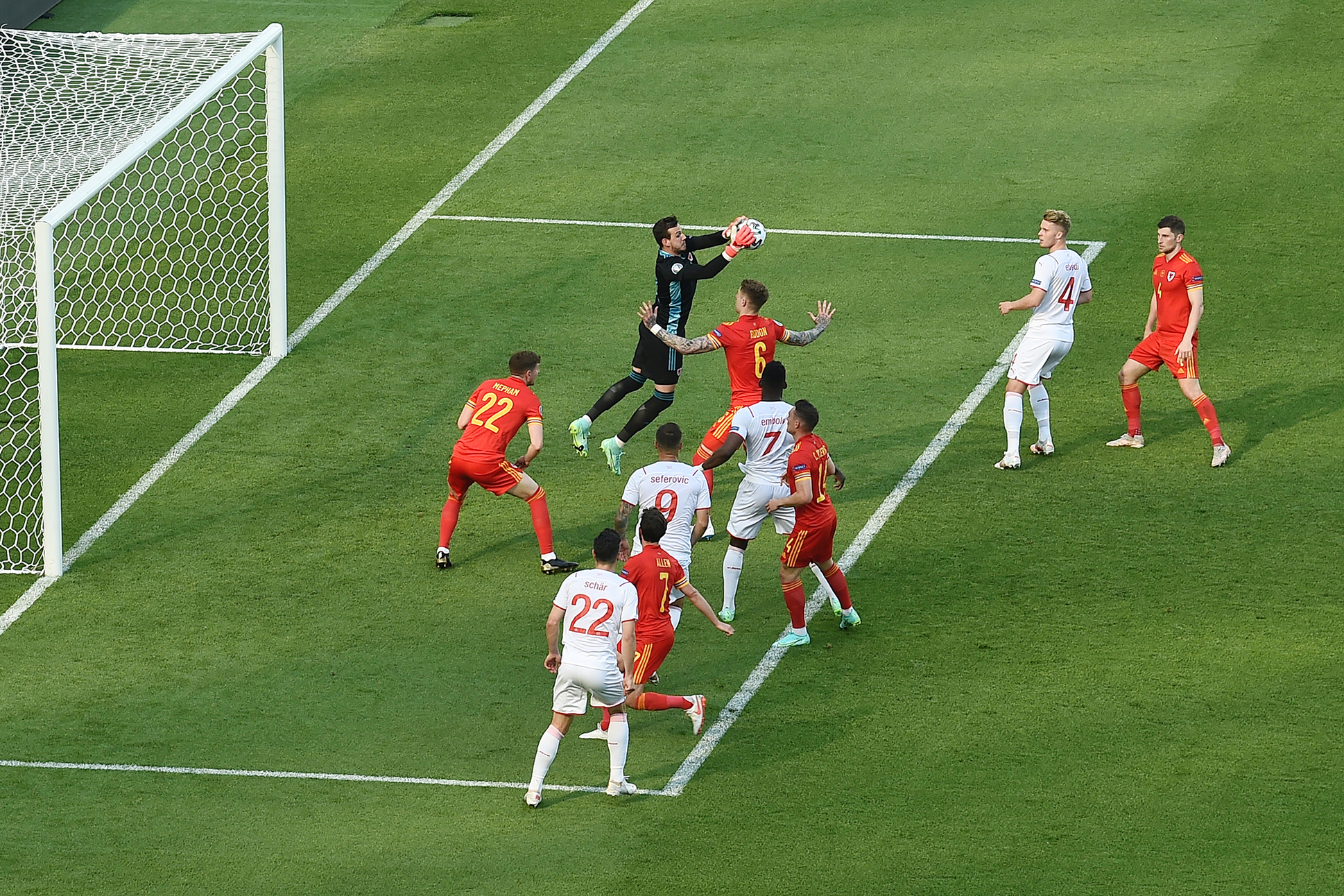
Thủ môn Danny Ward bắt bóng trong trận đấu giữa Wales gặp Thụy Sĩ.

Bảng A của giải vô địch bóng đá châu Âu 2020 diễn ra từ ngày 11 đến ngày 20 tháng 6 năm 2021 ở sân vận động Olympic của Baku và sân vận động Olimpico của Roma. Bảng này bao gồm Thổ Nhĩ Kỳ, chủ nhà Ý, Wales và Thụy Sĩ.

## Các đội tuyển
| Vị trí bốc thăm | Đội tuyển   | Nhóm | Tư cách của vòng loại | Ngày của vòng loại   | Tham dự chung kết | Tham dự cuối cùng | Thành tích tốt nhất lần trước | Bảng xếp hạng vòng loại Tháng 11 năm 2019 | Bảng xếp hạng FIFA Tháng 5 năm 2021 |
| --------------- | ----------- | ---- | --------------------- | -------------------- | ----------------- | ----------------- | ----------------------------- | ----------------------------------------- | ----------------------------------- |
| A1              | Thổ Nhĩ Kỳ  | 3    | Nhì bảng H            | 14 tháng 11 năm 2019 | 5 lần             | 2016              | Bán kết (2008)                | 14                                        | 29                                  |
| A2              | Ý (chủ nhà) | 1    | Nhất bảng J           | 12 tháng 10 năm 2019 | 10 lần            | 2016              | Vô địch (1968)                | 2                                         | 7                                   |
| A3              | Wales       | 4    | Nhì bảng E            | 19 tháng 11 năm 2019 | 2 lần             | 2016              | Bán kết (2016)                | 19                                        | 17                                  |
| A4              | Thụy Sĩ     | 2    | Nhất bảng D           | 18 tháng 11 năm 2019 | 5 lần             | 2016              | Vòng 16 đội (2016)            | 9                                         | 13                                  |

Ghi chú
1. ↑  Bảng xếp hạng tổng thể của vòng loại châu Âu từ tháng 11 năm 2019 đã được sử dụng để phân loại hạt giống cho lễ bốc thăm của vòng chung kết.

## Bảng xếp hạng
| VT | Đội        | ST | T | H | B | BT | BB | HS | Đ | Giành quyền tham dự                 |
| -- | ---------- | -- | - | - | - | -- | -- | -- | - | ----------------------------------- |
| 1  | Ý (H)      | 3  | 3 | 0 | 0 | 7  | 0  | +7 | 9 | Đi tiếp vào vòng đấu loại trực tiếp |
| 2  | Wales      | 3  | 1 | 1 | 1 | 3  | 2  | +1 | 4 | Đi tiếp vào vòng đấu loại trực tiếp |
| 3  | Thụy Sĩ    | 3  | 1 | 1 | 1 | 4  | 5  | −1 | 4 | Đi tiếp vào vòng đấu loại trực tiếp |
| 4  | Thổ Nhĩ Kỳ | 3  | 0 | 0 | 3 | 1  | 8  | −7 | 0 |                                     |

1. 1 2  Bằng kết quả đối đầu (Wales 1–1 Thụy Sĩ). Hiệu số bàn thắng bại tổng thể được sử dụng để xét thứ hạng.

Trong vòng 16 đội,
- Đội nhất bảng A, Ý, sẽ giành quyền thi đấu với đội nhì bảng C, Áo.
- Đội nhì bảng A, Wales, sẽ giành quyền thi đấu với đội nhì bảng B, Đan Mạch.
- Đội xếp thứ ba của bảng A, Thụy Sĩ, sẽ giành quyền thi đấu với đội nhất bảng F, Pháp với tư cách là một trong bốn đội xếp thứ ba tốt nhất.

## Các trận đấu

### Thổ Nhĩ Kỳ v Ý
| Thổ Nhĩ Kỳ | 0–3      | Ý                                                 |
| ---------- | -------- | ------------------------------------------------- |
|            | Chi tiết | - Demiral 53' (l.n.) - Immobile 66' - Insigne 79' |

| Thổ Nhĩ Kỳ | Ý |

| GK               | 23 | Uğurcan Çakır    |     |     |
| RB               | 2  | Zeki Çelik       |     |     |
| CB               | 3  | Merih Demiral    |     |     |
| CB               | 4  | Çağlar Söyüncü   | 88' |     |
| LB               | 13 | Umut Meraş       |     |     |
| DM               | 5  | Okay Yokuşlu     |     | 65' |
| RM               | 9  | Kenan Karaman    |     | 76' |
| CM               | 6  | Ozan Tufan       |     | 64' |
| CM               | 11 | Yusuf Yazıcı     |     | 46' |
| LM               | 10 | Hakan Çalhanoğlu |     |     |
| CF               | 17 | Burak Yılmaz (c) |     |     |
| Cầu thủ dự bị:   |    |                  |     |     |
| FW               | 7  | Cengiz Ünder     |     | 46' |
| DF               | 22 | Kaan Ayhan       |     | 64' |
| MF               | 21 | İrfan Kahveci    |     | 65' |
| MF               | 26 | Halil Dervişoğlu | 90' | 76' |
| Huấn luyện viên: |    |                  |     |     |
| Şenol Güneş      |    |                  |     |     |

| GK               | 21 | Gianluigi Donnarumma  |  |     |
| RB               | 24 | Alessandro Florenzi   |  | 46' |
| CB               | 19 | Leonardo Bonucci      |  |     |
| CB               | 3  | Giorgio Chiellini (c) |  |     |
| LB               | 4  | Leonardo Spinazzola   |  |     |
| CM               | 18 | Nicolò Barella        |  |     |
| CM               | 8  | Jorginho              |  |     |
| CM               | 5  | Manuel Locatelli      |  | 74' |
| RF               | 11 | Domenico Berardi      |  | 85' |
| CF               | 17 | Ciro Immobile         |  | 81' |
| LF               | 10 | Lorenzo Insigne       |  | 81' |
| Cầu thủ dự bị:   |    |                       |  |     |
| DF               | 2  | Giovanni Di Lorenzo   |  | 46' |
| MF               | 16 | Bryan Cristante       |  | 74' |
| MF               | 14 | Federico Chiesa       |  | 81' |
| FW               | 9  | Andrea Belotti        |  | 81' |
| MF               | 20 | Federico Bernardeschi |  | 85' |
| Huấn luyện viên: |    |                       |  |     |
| Roberto Mancini  |    |                       |  |     |

| Cầu thủ xuất sắc nhất trận: Leonardo Spinazzola (Ý) Trợ lý trọng tài: Hessel Steegstra (Hà Lan) Jan de Vries (Hà Lan) Trọng tài thứ tư: Stéphanie Frappart (Pháp) Trợ lý trọng tài dự bị: Mikaël Berchebru (Pháp) Trọng tài VAR: Kevin Blom (Hà Lan) Các trợ lý trọng tài VAR: Pol van Boekel (Hà Lan) Christian Gittelmann (Đức) Christian Dingert (Đức) |

### Wales v Thụy Sĩ
| Wales       | 1–1      | Thụy Sĩ      |
| ----------- | -------- | ------------ |
| - Moore 74' | Chi tiết | - Embolo 49' |

| Wales | Thụy Sĩ |

| GK               | 12 | Danny Ward      |     |       |
| RB               | 14 | Connor Roberts  |     |       |
| CB               | 6  | Joe Rodon       |     |       |
| CB               | 4  | Ben Davies      |     |       |
| LB               | 22 | Chris Mepham    |     |       |
| CM               | 16 | Joe Morrell     |     |       |
| CM               | 7  | Joe Allen       |     |       |
| CM               | 10 | Aaron Ramsey    |     | 90+3' |
| RF               | 20 | Daniel James    |     | 75'   |
| CF               | 13 | Kieffer Moore   | 47' |       |
| LF               | 11 | Gareth Bale (c) |     |       |
| Cầu thủ dự bị:   |    |                 |     |       |
| MF               | 19 | David Brooks    |     | 75'   |
| DF               | 15 | Ethan Ampadu    |     | 90+3' |
| Huấn luyện viên: |    |                 |     |       |
| Rob Page         |    |                 |     |       |

| GK                | 1  | Yann Sommer       |     |     |
| CB                | 4  | Nico Elvedi       |     |     |
| CB                | 22 | Fabian Schär      | 30' |     |
| CB                | 5  | Manuel Akanji     |     |     |
| RWB               | 2  | Kevin Mbabu       | 63' |     |
| LWB               | 13 | Ricardo Rodríguez |     |     |
| CM                | 10 | Granit Xhaka (c)  |     |     |
| CM                | 8  | Remo Freuler      |     |     |
| AM                | 23 | Xherdan Shaqiri   |     | 66' |
| CF                | 7  | Breel Embolo      |     |     |
| CF                | 9  | Haris Seferović   |     | 84' |
| Cầu thủ dự bị:    |    |                   |     |     |
| MF                | 6  | Denis Zakaria     |     | 66' |
| FW                | 19 | Mario Gavranović  |     | 84' |
| Huấn luyện viên:  |    |                   |     |     |
| Vladimir Petković |    |                   |     |     |

| Cầu thủ xuất sắc nhất trận: Breel Embolo (Thụy Sĩ) Trợ lý trọng tài: Nicolas Danos (Pháp) Cyril Gringore (Pháp) Trọng tài thứ tư: Srđan Jovanović (Serbia) Trợ lý trọng tài dự bị: Uroš Stojković (Serbia) Trọng tài VAR: François Letexier (Pháp) Các trợ lý trọng tài VAR: Jérôme Brisard (Pháp) Benjamin Pagès (Pháp) Paweł Gil (Ba Lan) |

### Thổ Nhĩ Kỳ v Wales
| Thổ Nhĩ Kỳ | 0–2      | Wales                           |
| ---------- | -------- | ------------------------------- |
|            | Chi tiết | - Ramsey 42' - C. Roberts 90+5' |

| Thổ Nhĩ Kỳ | Wales |

| TM                  | 23 | Uğurcan Çakır    |       |     |
| HV                  | 2  | Zeki Çelik       |       |     |
| HV                  | 22 | Kaan Ayhan       |       |     |
| HV                  | 4  | Çağlar Söyüncü   |       |     |
| HV                  | 13 | Umut Meraş       |       | 72' |
| TV                  | 5  | Okay Yokuşlu     |       | 46' |
| TV                  | 10 | Hakan Çalhanoğlu | 90+2' |     |
| TV                  | 6  | Ozan Tufan       |       | 46' |
| TĐ                  | 9  | Kenan Karaman    |       | 75' |
| TĐ                  | 7  | Cengiz Ünder     |       | 83' |
| TĐ                  | 17 | Burak Yılmaz (c) | 90+2' |     |
| Vào sân thay người: |    |                  |       |     |
| HV                  | 3  | Merih Demiral    |       | 46' |
| TĐ                  | 11 | Yusuf Yazıcı     |       | 46' |
| HV                  | 25 | Mert Müldür      |       | 72' |
| TV                  | 26 | Halil Dervişoğlu |       | 75' |
| TV                  | 21 | İrfan Kahveci    |       | 83' |
| Huấn luyện viên:    |    |                  |       |     |
| Şenol Güneş         |    |                  |       |     |

| TM                  | 12 | Danny Ward      |       |       |
| HV                  | 14 | Connor Roberts  |       |       |
| HV                  | 22 | Chris Mepham    | 90+2' |       |
| HV                  | 6  | Joe Rodon       |       |       |
| HV                  | 4  | Ben Davies      | 90+2' |       |
| TV                  | 16 | Joe Morrell     |       |       |
| TV                  | 7  | Joe Allen       |       | 73'   |
| TV                  | 11 | Gareth Bale (c) |       |       |
| TV                  | 10 | Aaron Ramsey    |       | 85'   |
| TĐ                  | 20 | Daniel James    |       | 90+4' |
| TĐ                  | 13 | Kieffer Moore   |       |       |
| Vào sân thay người: |    |                 |       |       |
| HV                  | 15 | Ethan Ampadu    |       | 73'   |
| TV                  | 8  | Harry Wilson    |       | 85'   |
| HV                  | 3  | Neco Williams   |       | 90+4' |
| Manager:            |    |                 |       |       |
| Rob Page            |    |                 |       |       |

| Cầu thủ xuất sắc nhất trận: Gareth Bale (Wales) Trợ lý trọng tài: Rui Tavares (Bồ Đào Nha) Paulo Soares (Bồ Đào Nha) Trọng tài thứ tư: Bartosz Frankowski (Ba Lan) Trợ lý trọng tài dự bị: Marcin Boniek (Ba Lan) Trọng tài VAR: João Pinheiro (Bồ Đào Nha) Các trợ lý trọng tài VAR: François Letexier (Pháp) Íñigo Prieto López de Cerain (Tây Ban Nha) Alejandro Hernández Hernández (Tây Ban Nha) |

### Ý v Thụy Sĩ
| Ý                                   | 3–0      | Thụy Sĩ |
| ----------------------------------- | -------- | ------- |
| - Locatelli 26', 52' - Immobile 89' | Chi tiết |         |

| Ý | Thụy Sĩ |

| TM                  | 21 | Gianluigi Donnarumma |  |     |
| HV                  | 2  | Giovanni Di Lorenzo  |  |     |
| HV                  | 19 | Leonardo Bonucci     |  |     |
| HV                  | 3  | Giorgio Chiellini    |  | 24' |
| HV                  | 4  | Leonardo Spinazzola  |  |     |
| TV                  | 18 | Nicolò Barella       |  | 86' |
| TV                  | 8  | Jorginho             |  |     |
| TV                  | 5  | Manuel Locatelli     |  | 86' |
| TĐ                  | 11 | Domenico Berardi     |  | 70' |
| TĐ                  | 17 | Ciro Immobile        |  |     |
| TĐ                  | 10 | Lorenzo Insigne (c)  |  | 69' |
| Vào sân thay người: |    |                      |  |     |
| HV                  | 15 | Francesco Acerbi     |  | 24' |
| TV                  | 14 | Federico Chiesa      |  | 69' |
| HV                  | 25 | Rafael Toloi         |  | 70' |
| TV                  | 12 | Matteo Pessina       |  | 86' |
| TV                  | 16 | Bryan Cristante      |  | 86' |
| Huấn luyện viên:    |    |                      |  |     |
| Roberto Mancini     |    |                      |  |     |

| TM                  | 1  | Yann Sommer       |     |     |
| HV                  | 4  | Nico Elvedi       |     |     |
| HV                  | 22 | Fabian Schär      |     | 57' |
| HV                  | 5  | Manuel Akanji     |     |     |
| TV                  | 2  | Kevin Mbabu       |     | 58' |
| TV                  | 8  | Remo Freuler      |     | 84' |
| TV                  | 10 | Granit Xhaka (c)  |     |     |
| TV                  | 13 | Ricardo Rodríguez |     |     |
| TV                  | 23 | Xherdan Shaqiri   |     | 76' |
| TĐ                  | 9  | Haris Seferović   |     | 46' |
| TĐ                  | 7  | Breel Embolo      | 79' |     |
| Vào sân thay người: |    |                   |     |     |
| TĐ                  | 19 | Mario Gavranović  | 49' | 46' |
| TV                  | 14 | Steven Zuber      |     | 57' |
| HV                  | 3  | Silvan Widmer     |     | 58' |
| TV                  | 11 | Ruben Vargas      |     | 76' |
| TV                  | 15 | Djibril Sow       |     | 84' |
| Huấn luyện viên:    |    |                   |     |     |
| Vladimir Petković   |    |                   |     |     |

| Cầu thủ xuất sắc nhất trận: Manuel Locatelli (Ý) Trợ lý trọng tài: Igor Demeshko (Nga) Maksim Gavrilin (Nga) Trọng tài thứ tư: Michael Oliver (Anh) Trợ lý trọng tài dự bị: Stuart Burt (Anh) Trọng tài VAR: Bastian Dankert (Đức) Các trợ lý trọng tài VAR: Marco Fritz (Đức) Christian Gittelmann (Đức) Paweł Gil (Ba Lan) |

### Thụy Sĩ v Thổ Nhĩ Kỳ
| Thụy Sĩ                           | 3–1      | Thổ Nhĩ Kỳ    |
| --------------------------------- | -------- | ------------- |
| - Seferović 6' - Shaqiri 26', 68' | Chi tiết | - Kahveci 62' |

| Thụy Sĩ | Thổ Nhĩ Kỳ |

| TM                  | 1  | Yann Sommer       |     |       |
| HV                  | 4  | Nico Elvedi       |     |       |
| HV                  | 5  | Manuel Akanji     |     |       |
| HV                  | 13 | Ricardo Rodríguez |     |       |
| TV                  | 3  | Silvan Widmer     |     | 90+2' |
| TV                  | 8  | Remo Freuler      |     |       |
| TV                  | 10 | Granit Xhaka (c)  | 78' |       |
| TV                  | 14 | Steven Zuber      |     | 85'   |
| TV                  | 23 | Xherdan Shaqiri   |     | 75'   |
| TĐ                  | 9  | Haris Seferović   |     | 75'   |
| TĐ                  | 7  | Breel Embolo      |     | 85'   |
| Vào sân thay người: |    |                   |     |       |
| TĐ                  | 19 | Mario Gavranović  |     | 75'   |
| TV                  | 11 | Ruben Vargas      |     | 75'   |
| HV                  | 17 | Loris Benito      |     | 85'   |
| TĐ                  | 18 | Admir Mehmedi     |     | 85'   |
| HV                  | 2  | Kevin Mbabu       |     | 90+2' |
| Huấn luyện viên:    |    |                   |     |       |
| Vladimir Petković   |    |                   |     |       |

| TM                  | 23 | Uğurcan Çakır    |     |     |
| HV                  | 2  | Zeki Çelik       | 75' |     |
| HV                  | 3  | Merih Demiral    |     |     |
| HV                  | 4  | Çağlar Söyüncü   | 76' |     |
| HV                  | 25 | Mert Müldür      |     |     |
| TV                  | 22 | Kaan Ayhan       |     | 64' |
| TV                  | 6  | Ozan Tufan       |     | 64' |
| TV                  | 21 | İrfan Kahveci    |     | 80' |
| TĐ                  | 7  | Cengiz Ünder     |     | 80' |
| TĐ                  | 10 | Hakan Çalhanoğlu | 70' | 86' |
| TĐ                  | 17 | Burak Yılmaz (c) |     |     |
| Vào sân thay người: |    |                  |     |     |
| TĐ                  | 11 | Yusuf Yazıcı     |     | 64' |
| TV                  | 5  | Okay Yokuşlu     |     | 64' |
| TV                  | 19 | Orkun Kökçü      |     | 80' |
| TĐ                  | 9  | Kenan Karaman    |     | 80' |
| TV                  | 8  | Dorukhan Toköz   |     | 86' |
| Huấn luyện viên:    |    |                  |     |     |
| Şenol Güneş         |    |                  |     |     |

| Cầu thủ xuất sắc nhất trận: Xherdan Shaqiri (Thụy Sĩ) Trợ lý trọng tài: Tomaž Klančnik (Slovenia) Andraž Kovačič (Slovenia) Trọng tài thứ tư: Andreas Ekberg (Thụy Điển) Trợ lý trọng tài dự bị: Stefan Hallberg (Thụy Điển) Trọng tài VAR: Bastian Dankert (Đức) Các trợ lý trọng tài VAR: Christian Dingert (Đức) Christian Gittelmann (Đức) Marco Fritz (Đức) |

### Ý v Wales
| Ý             | 1–0      | Wales |
| ------------- | -------- | ----- |
| - Pessina 39' | Chi tiết |       |

| Ý | Wales |

| TM                  | 21 | Gianluigi Donnarumma  |     | 89' |
| HV                  | 25 | Rafael Tolói          |     |     |
| HV                  | 19 | Leonardo Bonucci (c)  |     | 46' |
| HV                  | 23 | Alessandro Bastoni    |     |     |
| HV                  | 13 | Emerson               |     |     |
| TV                  | 12 | Matteo Pessina        | 79' | 87' |
| TV                  | 8  | Jorginho              |     | 75' |
| TV                  | 6  | Marco Verratti        |     |     |
| TĐ                  | 14 | Federico Chiesa       |     |     |
| TĐ                  | 9  | Andrea Belotti        |     |     |
| TĐ                  | 20 | Federico Bernardeschi |     | 75' |
| Vào sân thay người: |    |                       |     |     |
| HV                  | 15 | Francesco Acerbi      |     | 46' |
| TV                  | 16 | Bryan Cristante       |     | 75' |
| TĐ                  | 22 | Giacomo Raspadori     |     | 75' |
| TV                  | 7  | Gaetano Castrovilli   |     | 87' |
| TM                  | 1  | Salvatore Sirigu      |     | 89' |
| Huấn luyện viên:    |    |                       |     |     |
| Roberto Mancini     |    |                       |     |     |

| TM                  | 12 | Danny Ward      |     |     |
| HV                  | 2  | Chris Gunter    | 79' |     |
| HV                  | 6  | Joe Rodon       |     |     |
| HV                  | 15 | Ethan Ampadu    | 55' |     |
| TV                  | 14 | Connor Roberts  |     |     |
| TV                  | 7  | Joe Allen       | 51' | 86' |
| TV                  | 16 | Joe Morrell     |     | 60' |
| TV                  | 3  | Neco Williams   |     | 86' |
| TĐ                  | 11 | Gareth Bale (c) |     | 86' |
| TĐ                  | 10 | Aaron Ramsey    |     |     |
| TĐ                  | 20 | Daniel James    |     | 74' |
| Vào sân thay người: |    |                 |     |     |
| TĐ                  | 13 | Kieffer Moore   |     | 60' |
| TV                  | 8  | Harry Wilson    |     | 74' |
| TV                  | 19 | David Brooks    |     | 86' |
| HV                  | 4  | Ben Davies      |     | 86' |
| TV                  | 23 | Dylan Levitt    |     | 86' |
| Huấn luyện viên:    |    |                 |     |     |
| Rob Page            |    |                 |     |     |

| Cầu thủ xuất sắc nhất trận: Federico Chiesa (Ý) Trợ lý trọng tài: Radu Ghinguleac (România) Sebastian Gheorghe (România) Trọng tài thứ tư: Orel Grinfeld (Israel) Trợ lý trọng tài dự bị: Roy Hassan (Israel) Trọng tài VAR: Paweł Gil (Ba Lan) Các trợ lý trọng tài VAR: François Letexier (Pháp) Benjamin Pagès (Pháp) Pol van Boekel (Hà Lan) |

## Kỷ luật
Điểm đoạt giải phong cách được sử dụng như một tiêu chí nếu đối đầu và kỷ lục tổng thể của các đội tuyển được cân bằng (và nếu một loạt sút luân lưu không được áp dụng như một tiêu chí). Chúng được tính dựa trên các thẻ vàng và thẻ đỏ nhận được trong tất cả các trận đấu của bảng như sau:
- thẻ vàng = 1 điểm
- thẻ đỏ do hai thẻ vàng = 3 điểm
- thẻ đỏ trực tiếp = 3 điểm
- thẻ vàng tiếp theo là thẻ đỏ trực tiếp = 4 điểm

Chỉ có một trong các khoản khấu trừ trên được áp dụng cho một cầu thủ trong một trận đấu.
| Đội tuyển  | Trận 1   | Trận 1                                    | Trận 1 | Trận 1            | Trận 2   | Trận 2                                    | Trận 2 | Trận 2            | Trận 3   | Trận 3                                    | Trận 3 | Trận 3            | Điểm |
| Đội tuyển  | Thẻ vàng | Thẻ vàng · Thẻ vàng-đỏ (thẻ đỏ gián tiếp) | Thẻ đỏ | Thẻ vàng · Thẻ đỏ | Thẻ vàng | Thẻ vàng · Thẻ vàng-đỏ (thẻ đỏ gián tiếp) | Thẻ đỏ | Thẻ vàng · Thẻ đỏ | Thẻ vàng | Thẻ vàng · Thẻ vàng-đỏ (thẻ đỏ gián tiếp) | Thẻ đỏ | Thẻ vàng · Thẻ đỏ | Điểm |
| ---------- | -------- | ----------------------------------------- | ------ | ----------------- | -------- | ----------------------------------------- | ------ | ----------------- | -------- | ----------------------------------------- | ------ | ----------------- | ---- |
| Ý          |          |                                           |        |                   |          |                                           |        |                   | 1        |                                           |        |                   | −1   |
| Thụy Sĩ    | 2        |                                           |        |                   | 2        |                                           |        |                   | 1        |                                           |        |                   | −5   |
| Thổ Nhĩ Kỳ | 2        |                                           |        |                   | 2        |                                           |        |                   | 3        |                                           |        |                   | −7   |
| Wales      | 1        |                                           |        |                   | 2        |                                           |        |                   | 2        |                                           | 1      |                   | −8   |